# Pegasti električni skat
Pegasti električni skat (znanstveno ime Torpedo torpedo) je vrsta električnih skatov iz družine Torpedinidae, ki je razširjena po Sredozemskem morju in vzhodnem Atlantiku od Biskajskega zaliva do Angole.

## Opis
Pegasti električni skat je bentološka vrsta, ki se običajno zadržuje v obalnem pasu na muljastem morskem dnu. V dolžino doseže okoli 60 cm, zanj pa so značilne modre pege na hrbtu. Običajno ima pegasti električni skat pet peg, vendar pa je število peg različno. Tako so poznani primeri, ko ta vrsta nima peg, lahko pa jih ima celo do devet.
Za napad in obrambo proizvede močan električni sunek, ki lahko doseže 200 voltov.